# Никитина, Диана
Диана Никитина (латыш. Diāna Ņikitina; 9 декабря 2000 года, Рига, Латвия) — латвийская фигуристка, чемпионка Латвии по фигурному катанию (2018), серебряный призёр (в команде) зимних юношеских Олимпийских игр (2016).
По состоянию на 2 мая 2018 года занимает 80-е место в рейтинге Международного союза конькобежцев (ИСУ).

## Биография

### Юниорский период
Начала заниматься фигурным катанием в 2004 году. На международном уровне выступала в соревнованиях новичков с сезона 2012/13, в соревнованиях юниоров — с сезона 2014/15. Представляет клуб JLSS Jelgava, тренируется в Риге и Елгаве, а также в Санкт-Петербурге и Швейцарии. Занималась под руководством Романа Пантелеева, Юлии Кулибановой, Андрея Бровенко, Армена Асояна. С 2017 года тренируется у олимпийского призёра Стефана Ламбьеля.
Становилась победительницей первенства Латвии среди новичков (2014 год) и юниоров (2015, 2016 годов).
В сентябре 2014 года дебютировала на этапе Гран-при по фигурному катанию среди юниоров в Японии, где заняла 11-е место. Более удачно она выступила на этапе в Хорватии; где была пятой. В 2015 году на чемпионате мира среди юниоров в Таллине стала 10-й. Становилась победительницей международных соревнований en:Volvo Open Cup (Рига) в юниорском зачёте в сезонах 2014/15 и 2015/16.
Следующий сезон латвийская фигуристка начала в августе на домашнем этапе юниорского Гран-при, где выступила провально, финишировав во второй десятке. Далее последовал намного лучший этап в Польше, где она была уже в пятёрке. Далее она во второй раз стала чемпионкой Латвии среди юниоров. Была бронзовым призёром на Кубке Таллина (2015) и серебряным призёром MNNT Cup в польской Торуни (2016). В феврале 2016 года в Норвегии на зимних юношеских Олимпийских играх заняла пятое место в женском одиночном катании и завоевала серебряные медали в командных соревнованиях, где выступала совместно с украинским одиночником Иваном Шмуратко, французской танцевальной парой Юлией Вагре с Матьё Куйра и чешскими парниками Анной Душковой и Мартином Бидаржем. Участвовала в конце сезона на чемпионате мира среди юниоров в Дебрецене в 2016 году и была десятой.
Новый предолимпийский сезон латвийская фигуристка начала в начале сентября на юниорском этапе Гран-при в Чехии, где ей удалось финишировать седьмой. Далее с этапа в Германии она снялась. На национальном первенстве среди юниоров во второй раз стала победителем. Приняла участие в чемпионате мира среди юниоров, где была в конце тридцатки.

### Олимпийский сезон
С сезона 2017/18 выступает в соревнованиях среди взрослых. Становилась победительницей соревнований Golden Bear of Zagreb и серебряным призёром Cup of Tyrol. На чемпионате Латвии в начале декабря сезона 2017/18 впервые стала чемпионкой. Федерация заявила её на континентальный чемпионат в Москве. Однако её дебют оказался провальным, она финишировала практически самой последней. В конце февраля в Канныне на личном турнире Олимпийских игр латвийская фигуристка выступила неудачно, не сумев пройти в финальную часть соревнований.

## Спортивные достижения
| Соревнования/Сезон                                       | 2014–2015 | 2015–2016 | 2016–2017 | 2017–2018 |
| -------------------------------------------------------- | --------- | --------- | --------- | --------- |
| Олимпийские игры                                         |           |           |           | 26        |
| Чемпионат Европы                                         |           |           |           | 36        |
| Мемориал Непелы                                          |           |           |           | 10        |
| Кубок Тироля                                             |           |           |           | 2         |
| Золотой медведь                                          |           |           |           | 1         |
| Чемпионат мира (юниоры)                                  | 10        | 10        | 30        |           |
| Зимние юношеские Олимпийские игры личные соревнования    |           | 5         |           |           |
| Зимние юношеские Олимпийские игры командные соревнования |           | 2/2^      |           |           |
| Этапы юниорского Гран-при: Хорватия                      | 5         |           |           |           |
| Этапы юниорского Гран-при: Чехия                         |           |           | 7         |           |
| Этапы юниорского Гран-при: Германия                      |           |           | WD        |           |
| Этапы юниорского Гран-при: Япония                        | 11        |           |           |           |
| Этапы юниорского Гран-при: Латвия                        |           | 12        |           |           |
| Этапы юниорского Гран-при: Польша                        |           | 5         |           |           |
| Кубок Нестле-Несквик                                     |           | 2 юн.     |           |           |
| Таллинский Трофей                                        |           | 3 юн.     |           |           |
| Кубок Volvo                                              | 1 юн.     | 1 юн.     |           |           |
| Чемпионат Латвии                                         |           |           |           | 1         |
| Первенство Латвии по фигурному катанию среди юниоров     | 1         | 1         |           |           |

- WD — спортсменка не завершила соревнования.
- юн. — выступала в юниорском разряде.
- ^ — место занятое на соревнованиях / место в команде.